# Lathromeris polonica
Lathromeris polonica is een vliesvleugelig insect uit de familie Trichogrammatidae. De wetenschappelijke naam is voor het eerst geldig gepubliceerd in 1927 door Nowicki.